# Чиекуркалнс

Водонапорная башня (1912)

Новые дома на 4-й поперечной линии

Чие́куркалнс (латыш. Čiekurkalns, дословно «Гора шишек») — один из районов города Риги, рабочий район. Расположен к северо-востоку от центра города. Граничит на севере с Межапарком, на юге с Тейкой, а также имеет небольшие границы с Брасой (на западе) и Юглой (на востоке).

## История
Застройка района началась около 1870 года на землях усадьбы Шрейенбуш. Первоначально главная улица называлась Шрейенбушская 1-я линия. Застройка велась без плана, официальных названий улицам не давали, и до настоящего времени старейшие улицы Чиекуркалнса называются «линиями» — 2 продольных («длинных») и 9 поперечных. Хотя ныне длинные линии называются просто «1-я линия» и «2-я линия» (Čiekurkalna 1. līnija, Čiekurkalna 2. līnija), название «длинная линия» (garā līnija) ещё встречается в разговорной речи.
В 1890-е годы открылась железнодорожная станция, давшая толчок бурному развитию Чиекуркалнса. Одна за другой начинают работу фабрики, Чиекуркалнс становится густонаселённым рабочим районом. Была построена школа и пожарное депо, но в состав города район административно включён только в 1924 году.
В межвоенный период до половины земельных участков использовались как сельскохозяйственные, во многих домах держали домашний скот. Была открыта вторая школа и городская баня.
В советское время район длительное время развивался крайне медленно, превратившись в депрессивный. Булыжные мостовые, деревянные дома, часто барачного типа, печное отопление, туалет во дворе — таков был портрет района в 1970-х годах.
С середины 1980-х годов было запланировано массовое строительство с учётом сохранения исторически сложившихся улиц. Было построено несколько многоквартирных домов, отремонтированы коммуникации. В 1986 году построен виадук, соединяющий Чиекуркалнс с районом завода ВЭФ.
После некоторого застоя, начался новый этап развития района. Генеральный план предусматривает, что район старой застройки будет иметь ограниченную этажность, а пустыри на севере могут быть застроены многоэтажными домами. На территории бывшей воинской части построен комплекс зданий министерства внутренних дел Латвии. Через район пройдёт Северный транспортный коридор, эскизный проект которого утвержден в октябре 2009 года.

## Достопримечательности

Школа на ул. Гауяс, 23

- Школа имени Яниса Порука на ул. Гауяс, 23 (архитектор Рейнгольд Шмелинг, 1911; пристройка 1926, архитектор Янис Гайлис).
- Школа № 37 (1-я линия, 53); архитектор Алфред Гринбергс (1933).
- Водонапорная башня на улице Гауяс, 21; архитектор Вильгельм Бокслаф (1912).
- Офисное здание «Rolands Moisejs», 1-я линия, 40; архитектор Угис Шенбергс (1998).
- Коммерческое здание фирмы «Reaton» (2-я линия, 74), построенное в 1997—1998 годах, архитектор С.Гуревич и др. и отделанное вновь в 2001 году по проекту А. Саксните и др.

## ТЭЦ-1

Новый корпус ТЭЦ

Старый корпус ТЭЦ

На севере Чиекуркалнса, на небольшом удалении от берега Кишэзерса, разместилась территория теплоэлектроцентрали (ТЭЦ-1). Строившаяся четыре года, она была введена в эксплуатацию в 1958 году.
ТЭЦ была рассчитана на торф. Близость озера позволила отказаться от оборотного водоснабжения и градирен. Для забора и сброса озёрной воды были проложены каналы, за которыми укрепились названия «холодный канал» и «тёплый канал».
В ходе реконструкции 2001—2005 годов ТЭЦ полностью переведена на газ, резервное топливо для водогрейных котлов — дизельное. Станция оснащена двумя газовыми турбинами SGT-800, одной паровой турбиной SST-300 и тремя водогрейными котлами КВГМ-100 для централизованного теплоснабжения. Установленная электрическая мощность Рижской ТЭЦ-1 составляет 144 МВт, а тепловая мощность — 493 МВт⋅ч.
После реконструкции были начаты работы по демонтажу обширных подъездных путей, трубопроводов для сброса золы, окончательно завершенные в 2010 году. Однако значительная часть южного берега Кишезерса и сейчас занята отвалами золы. Сохранились и каналы системы водоснабжения.

## Транспорт
| №  | Путь следования                                       | Виды перевозок     | Название железнодорожной станции |
| -- | ----------------------------------------------------- | ------------------ | -------------------------------- |
| 11 | Межапарк — улица Аусекля                              | трамвайный маршрут |                                  |
| 9  | улица Абренес — Межапарк                              | автобусный маршрут |                                  |
| 48 | кладбище Плявниеки — Саркандаугава                    | автобусный маршрут |                                  |
|    | Рига — Царникава — Саулкрасты — Скулте (электропоезд) | железная дорога    | Браса                            |
|    | Рига — Сигулда — Валмиера — Валка (дизель)            | железная дорога    | Чиекуркалнс                      |

Чиекуркалнс имеет 2 железнодорожные станции, на разных линиях. Электропоезда ходят через станцию Браса; через станцию Чиекуркалнс ходят дизель-поезда.